# Franz Schultz (Philologe)
Franz Schultz (* 4. Dezember 1877 in Culm; † 6. Oktober 1950 in Frankfurt) war ein Germanist und Professor für Neuere deutsche Literaturgeschichte, zuletzt an der Universität Frankfurt a. M.

## Leben
Franz Schultz war ein Sohn des Gymnasialdirektors Franz Schultz und der Anna Vitali. Er besuchte bis 1896 die städtischen Gymnasien in Danzig und Culm. Er wurde 1900 in Berlin bei Erich Schmidt zum Dr. phil. promoviert, war dann zunächst Privatassistent von Hermann Hüffer in Bonn, habilitierte im Mai 1903 an der Universität Bonn und wurde 1910  Professor in Straßburg.
Schultz nahm von 1914 bis 1918 auf deutscher Seite am Weltkrieg teil und wurde 1918 mit dem Ritterkreuz 1. Klasse ausgezeichnet. Nach dem Krieg kam er 1919 an die Universität Freiburg im Breisgau und wurde gleichzeitig Leiter der Zentralstelle der Universität Straßburg in Freiburg im Breisgau. Von 1920 bis 1921 war er erster ordentlicher Professor für Neuere Deutsche Literaturgeschichte an der neu gegründeten Universität Köln. 1921 wechselte er als  Nachfolger von Julius Petersen als ordentlicher Professor für Neuere Deutsche Literaturgeschichte an die Universität Frankfurt und wurde auch Direktor des Germanischen Seminars.
Schultz zählte nicht zu den ganz großen Namen seiner Disziplin, sondern galt als solider Handwerker, von dem „man sich keine besondere Strahlkraft versprach“. Seine ersten Lehrveranstaltungen hielt er im Wintersemester 1921/22 ab, „wobei er mit Veranstaltungen über 'Die deutsche Literatur im Zeitalter des Humanismus, der Reformation und der Renaissance' und über 'Heinrich von Kleist' bereits zwei seiner Lieblingsthemen anbot. Zu seinem Repertoire gehörten, mit bemerkenswerter Regelmäßigkeit zwischen 1921 und 1950, daneben noch Veranstaltungen über 'Die deutsche Literatur zwischen Barock und Klassik', zu Goethe und Schiller, zur Romantik und immer wieder auch zu zeitgenössischen Autoren, vorzugsweise George, Rilke und Hauptmann.“
Ebenfalls 1921 war Schultz Mitbegründer des Wissenschaftlichen Instituts der Elsass-Lothringer im Reich an der Universität Frankfurt. In der Zeit des Nationalsozialismus war er Mitglied des Nationalsozialistischen Deutschen Dozentenbundes und der Nationalsozialistischen Volkswohlfahrt und wurde, vermutlich aus Opportunismus, 1933 auch Förderndes Mitglied der SS. Bei seiner Entnazifizierung gab er 1945 an, nicht der Partei angehört zu haben. 1942 veröffentlichte er eine Anthologie elsässischer und lothringischer Dichter der jüngsten Vergangenheit.   
In Folge einer Sparverordnung wurde Schultz am 1. April 1949 in den Ruhestand versetzt. Dennoch war er als Emeritus weiterhin und bis zu seinem Tod lehrbeauftragter Professor an der Universität Frankfurt.
Schultz war zweimal vermählt, in erster Ehe 1904 mit Ella Lekebusch, mit der er zwei Töchter hatte und in zweiter Ehe mit Hildegard Rampenthal, mit der eine Tochter hatte.

## Schriften (Auswahl)

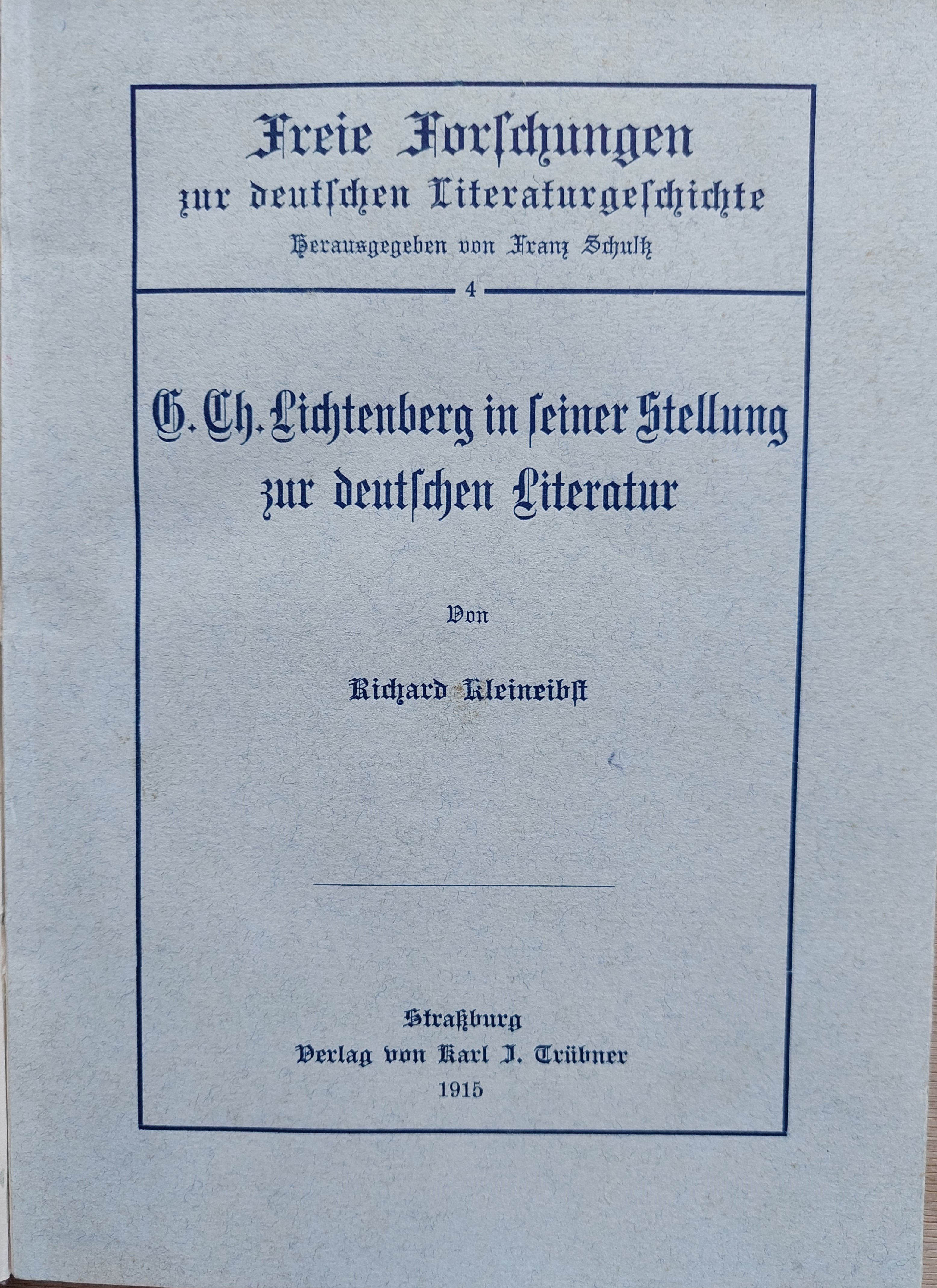
Freie Forschungen zur deutschen Literaturgeschichte

- Joseph Görres als Herausgeber, Litterarhistoriker, Kritiker im Zusammenhange mit der jüngeren Romantik, Berlin 1902
- Die Verfasser der Nachtwachen des Bonaventura. Untersuchungen zur deutschen Romantik, Berlin 1909
- Von rheinischer Dichtung. Eine Skizze, Bonn 1909
- Klopstock. Seine Sendung in der deutschen Geistesgeschichte, Frankfurt am Main 1924
- Klassik und Romantik der Deutschen, Stuttgart 1935–40
  - 1. Die Grundlagen der klassisch-romantischen Literatur (Epochen der deutschen Literatur 4.1)
  - 2. Die deutsche Klassik und die klassisch-romantische Zeitwende (Epochen der deutschen Literatur 4.2)
- Dichtung und Schrifttum in Elsaß und Lothringen. In: Otto Meissner (Hrsg.): Deutsches Elsaß. Deutsches Lothringen. Ein Querschnitt aus Geschichte, Volkstum und Kultur. Berlin : Otto Stolberg, 1941, S. 145–184